# Bukarests universitet
Bukarests universitet (rumänska: Universitatea din București) grundades 1864 efter ett dekret av prins Alexandru Ioan Cuza om att konventera den tidigare Sankt Sava-akademin till universitet. Det består idag av 19 olika fakulteter och ett flertal forskningsinstitut. Fakulteterna ligger inte på ett samlat campus utan är utspridda i Bukarest. Mest centralt är Gamla byggnaden vid Universitetstorget, Piaţa Universităţii.

## Historia
Universitetets föregångare, Sankt Sava-akademin, grundades i Bukarest 1694 av valakiska prinsen Constantin Brâncoveanu. Ursprungligen gavs lektioner i grekiska, men efter Alexander Ypsilantis reformer 1776 tillkom även franska, italienska och latin. År 1857 grundades en medicinsk högskola och 1859 tillkom en juridisk fakultet. År 1857 togs det första spadtaget till Universitetspalatset i Bukarest. 
År 1864 gick ett flertal fakulteter och institutioner samman och bildade Bukarests universitet efter dekret från Alexandru Ioan Cuza. Åren som följde grundades ett flertal nya fakulteter, bland annat teologiska fakulteten (1884), geologiska institutet (1906), akademiska elektrotekniksinstitutet (1913), veterinärmedicinska fakulteten (1921) samt apotekarfakulteten (1923). År 1956 bildades Studentrörelsen i Bukarest som planerade demonstrationer mot Rumäniens kommunistiska styre. Myndigheterna svarade med att studenterna arresterades eller stängdes av från kurserna. Många lärare avskedades och nya organisationer skapades för att övervaka studenternas aktiviteter. Under rumänska revolutionen 1989 skedde stora demonstrationer och sammandrabbningar i området kring den gamla universitetsbyggnaden vid Universitetstorget.